# 迷失 (第六季)
《迷失》第六季是美国电视连续剧《迷失》的第六个也是最后一个播出季，从2010年2月2日在美国和加拿大上映。该季的首播集是自第二季以来首次收视率出现回升，共有1210万观众收看。剧集大结局于2010年5月23日播出。在该季中，剧情仍然讲述2004年9月22日海洋航空815航班坠毁在南太平洋的一个神秘热带岛屿上之后，发生在幸存者身上的故事。幸存者必须面对他们在20世纪70年代引爆岛上核弹之后，所产生的两个不同的故事线。在岛上的故事线继续的同时，“闪旁”（flash sideway）展现了第二条故事线，其中815航班从未坠毁。该季于2010年8月24日发布DVD和蓝光光碟，另有全剧集的完整版。